# 道正

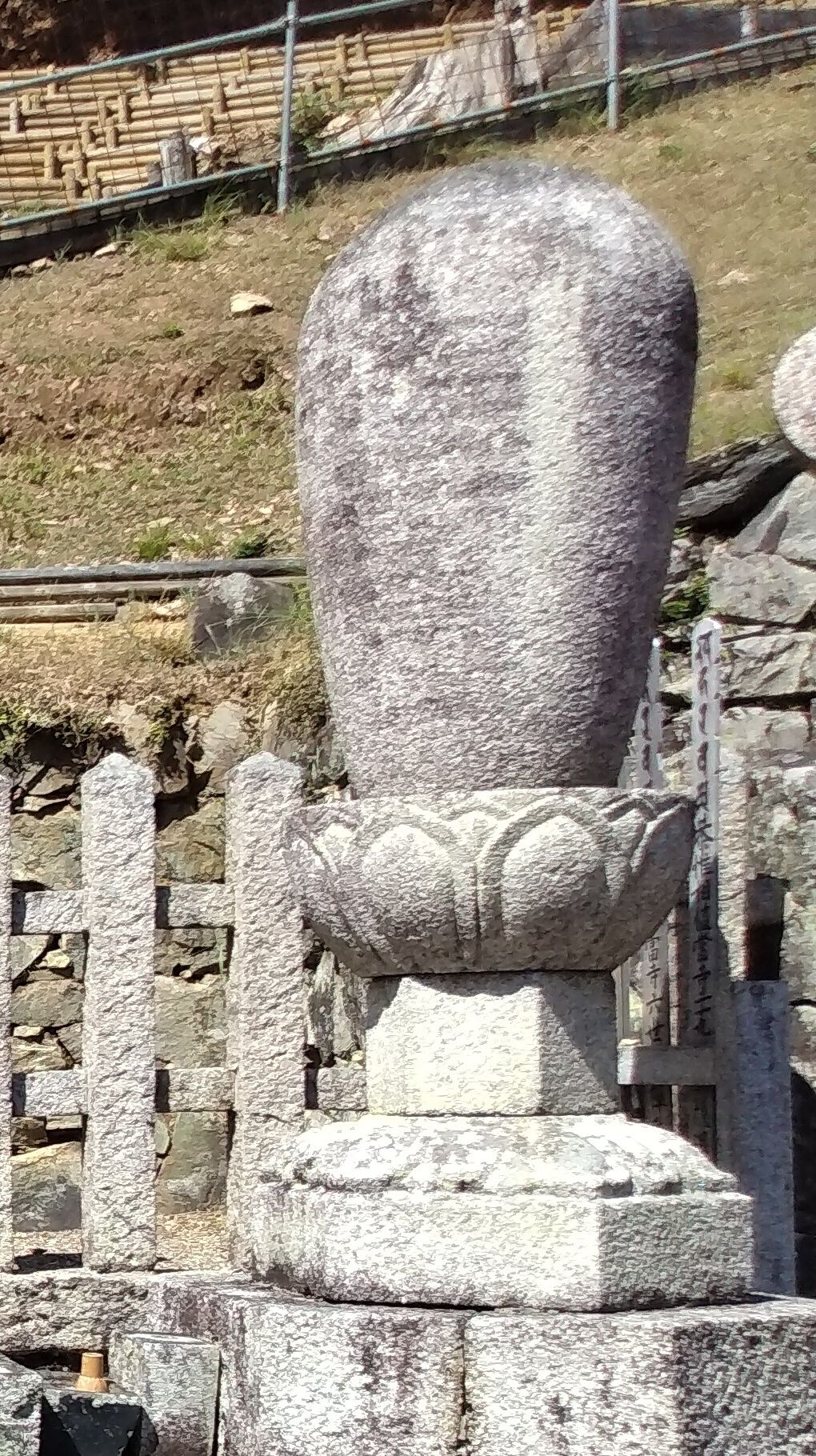
道正廟(宇治市興聖寺)

道正（どうしょう、承安元年（1171年）- 宝治2年7月24日（1248年8月14日））は、鎌倉時代前期の曹洞宗の僧。俗名は藤原隆英。父は藤原顕盛、母は源仲家の娘。県山道正、道正庵隆英とも。

## 略歴
京都に生まれ、諸国を遍歴した後、貞応2年（1223年）に明全・道元とともに中国の宋へ渡って天童如浄のもとで大悟した。嘉禄3年（1227年）の冬、日本への帰途道元が病を得ると、神人が現れて一丸薬を与えられ、それを飲んだ道元はたちまち回復した。道正が神人に教を乞うたところ、神仙解毒の法を授けられたという。道正は日本に帰ると世俗を離れ、洛西の木下（現在の京都市上京区）に草庵を建てて篭居し、道正庵と号した。以後、道正庵の庵主は代々その医業を伝えた。
墓所は宇治市興聖寺。